# Уайт, Эдуарду
Эдуарду Уайт (порт. Eduardo Costley White, 21 ноября 1963, Келимане — 24 августа 2014, Мапуту) — мозамбикский поэт, писал на португальском языке.

## Биография
Отец — англичанин, мать — португалка. Учился в Промышленном институте, курса не кончил. Основал журнал Charrua (1984), ставший литературной платформой поколения; в том же году дебютировал книгой стихов. Член Ассоциации писателей Мозамбика. В 2001 назван в стране литературной фигурой года.

## Книги
- Любовь на берегах Индийского океана/ Amar Sobre o Índico, Associação dos Escritores Moçambicanos, 1984
- Homoíne, Associação dos Escritores Moçambicanos, 1987.
- Моя страна/ O País de Mim, Associação dos Escritores Moçambicanos, 1989 (премия литературно-художественного приложения к журналу Время)
- Poemas da Ciência de Voar e da Engenharia de Ser Ave, Editorial Caminho, 1992 (Национальная поэтическая премия Мозамбика, 1995)
- Os Materiais de Amor seguido de Desafio à Tristeza, Maputo, Ndjira / Lisboa, Ed. Caminho, 1996
- Окно на восток/ Janela para Oriente, Ed. Caminho, 1999
- Dormir Com Deus e Um Navio na Língua, Braga, Ed. Labirinto, 2001 (на португальском и английском языках, премия имени Руя Нороньи)
- As Falas do Escorpião, Maputo, Imprensa Universitária, 2002 (проза)
- O Manual das Mãos, Campo das Letras, 2004
- O Homem a Sombra e a Flor e Algumas Cartas do Interior, Maputo, Imprensa Universitária, 2004
- Até Amanhã, Coração, Maputo, Vertical, 2005
- Dos Limões Amarelos do Falo, às Laranjas Vermelhas da Vulva (2009; Prémio Corres da Escrita)
- Nudos (2011, антология)
- O Libreto da Miséria (2010—2012)
- A Mecânica Lunar e A Escrita Desassossegada (2012)